# ديجويية (غوغر)
دیجوییة (بالفارسية: دیجوییه) هي قرية تقع في إيران في قسم غوغر الريفي. يقدر عدد سكانها بـ 23 نسمة بحسب إحصاء 2016.